# Halococcus formicarii
Halococcus formicarii är en insektsart som beskrevs av Takahashi 1951. Halococcus formicarii ingår i släktet Halococcus och familjen skålsköldlöss. Inga underarter finns listade i Catalogue of Life.